# Nupseroberea atriceps
Nupseroberea atriceps là một loài bọ cánh cứng trong họ Cerambycidae.